# Bajrakitiyabha

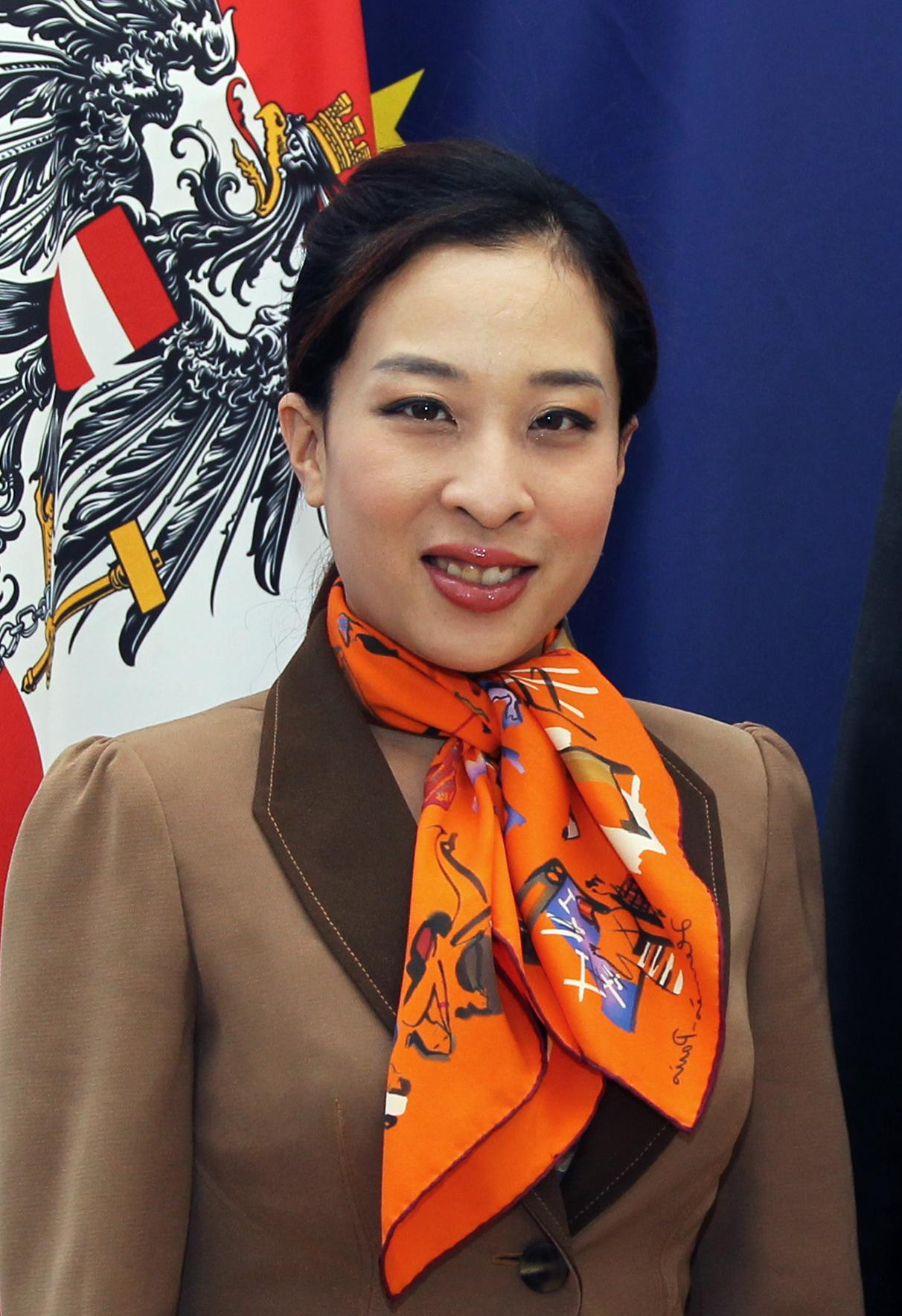
księżniczka Bajrakitiyabha w 2013

Bajrakitiyabha Mahidol (ur. 7 grudnia 1978 w Bangkoku) – księżniczka tajska z dynastii Chakri, dyplomatka, działaczka społeczna, prawniczka.
Jest córką króla Tajlandii Mahy Vajiralongkorna i jego pierwszej żony księżnej Soamsawali. Zajmuje drugie miejsce w sukcesji do tajskiego tronu. Ma prawo do używania predykatu Jej Królewskiej Wysokości. Jest ambasadorem dobrej woli Funduszu Narodów Zjednoczonych na rzecz Kobiet (UNIFEM). Od 2012 do 2014 pełniła funkcję ambasadora Tajlandii w Austrii.

## Odznaczenia
- Krzyż Wielki Orderu Chula Chom Klao (I klasa)[3]
- Wielka Wstęga Orderu Białego Słonia (Klasa Specjalna)[4]
- Wielka Wstęga Orderu Korony Tajlandii (Klasa Specjalna)[5]
- Krzyż Wielki Orderu Direkgunabhorn (I klasa)[6]